# 電子化物

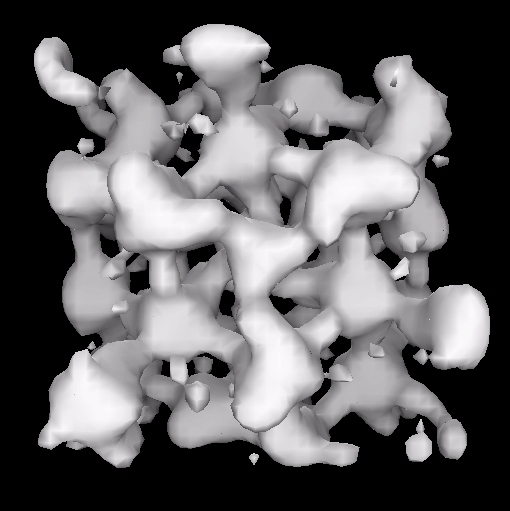
電子化物の空隙とチャネル

電子化物（でんしかぶつ、英: electride）は、アニオンとして電子を含むイオン性化合物である。詳しく研究された最初の電子化物は、アルカリ金属の液体アンモニア溶液であった。金属ナトリウムが液体アンモニアに溶解すると、[Na(NH3)6]+ と溶媒和電子からなる青色の金属色溶液となる。バーチ還元で示されるように、このような溶液は強力な還元剤である。この青い溶液を蒸発させるとナトリウム鏡が得られる。電子がアンモニアを還元するにつれて、溶液はゆっくりと色を失う。
[Na(NH3)6]+e− + NH3 → NaNH2 + H2
[Na(NH3)6]+e− の溶液に クリプタンド222を加えることで [Na(cryptand 222)]+e− が生じる。この溶液を蒸発させると、化学式 [Na(cryptand 222)]+e− の濃紺色で常磁性の塩が得られる。[Ca24Al28O68]4+(e−)4 は室温で安定しているが、通常の塩は240 K以上で分解する。電子化物中では、電子はカチオン間で非局在化している。電子化物は常磁性で、モット絶縁体である。
ナトリウムとリチウムで新たに見出された絶縁性高圧形態に、電子化物の挙動に関する強力な理論的証拠がある。